# Floriano Hermeto de Almeida Filho
Floriano Hermeto de Almeida Filho (Rio de Janeiro, 17 de dezembro de 1935) é um engenheiro civil e quadrinista brasileiro.

## Biografia
Formado em Engenharia Civil na Escola Nacional de Engenharia, atualmente conhecida como Escola Politécnica da Universidade Federal do Rio de Janeiro, Floriano trabalhou na construção do Metrô do Rio de Janeiro, fã de histórias em quadrinhos, Floriano resolveu entrar no mercado de quadrinhos, em seu trabalho como engenheiro civil, graças uma secretária que conhecia Fernando Albagli, diretor da EBAL, produziu uma história do super-herói brasileiro Judoka, publicado pela editora e foi ao encontro de Albagli na sede da empresa, onde conheceu também o fundador Adolfo Aizen e seu filho, Naumin Aizen, que gostaram da história tornou-se colaborador da revista "O Judoka", assinado como "FHAF", produziu cinco histórias entre maio de 1970 e abril de 1972, sendo uma delas roteirizada pelo cocriador do personagem, Pedro Anísio. Suas influências na série foram artistas como o americano Jim Steranko, o italiano Guido Crepax e o espanhol Enric Sió.
Chegou a produzir duas páginas de uma história do cowboy Lone Ranger, que era publicado na editora com o nome Zorro" e sete páginas de uma história sobre o cangaço. Além disso, pesquisou e publicou a série sobre a história das histórias em quadrinhos intitulada "Cronologia HQ", encartado nas páginas de revistas da EBAL, num total de 54 páginas, em 1985, as páginas foram reunidas em uma edição especial do fanzine Quadrix de Worney Almeida de Souza.

Em junho de 2018, o jornalista Francisco Ucha lançou uma campanha de financiamento coletivo no site Catarse para publicar o álbum O Judoka por FHAF com as cinco histórias produzidas por Floriano Hermeto de Almeida Filho, além de uma entrevista com o autor, um panorama histórico e cultural da época e 15 páginas inéditas, incluindo seis páginas do Judoka, uma histórias do Lone Ranger e uma sobre o cangaço. Em novembro do mesmo ano, o livro foi publicado pela Avec Editora.